# Zingiber ligulatum
Zingiber ligulatum är en enhjärtbladig växtart som beskrevs av William Roxburgh. Zingiber ligulatum ingår i släktet Zingiber och familjen Zingiberaceae. Inga underarter finns listade i Catalogue of Life.